# 刺冠海膽
刺冠海膽，俗稱魔鬼海膽、海鬚、海針，日本稱為岩隱子，是冠海膽屬下的一種海膽。牠的棘刺很長且帶有毒性，被刺中會感到激烈的疼痛。

## 特徵
刺冠海膽呈黑紫色。硬殻薄而且脆，直徑長約5-9厘米，從上看外形呈圓形，底部扁平，整體像一個半球體。肛門囊脹起，開口的周邊呈黃色，非常突出。硬殼側面有5個明顯的白點。
棘刺長達30厘米，遠較其硬殼長。向上的棘刺較長，向下的則較短。

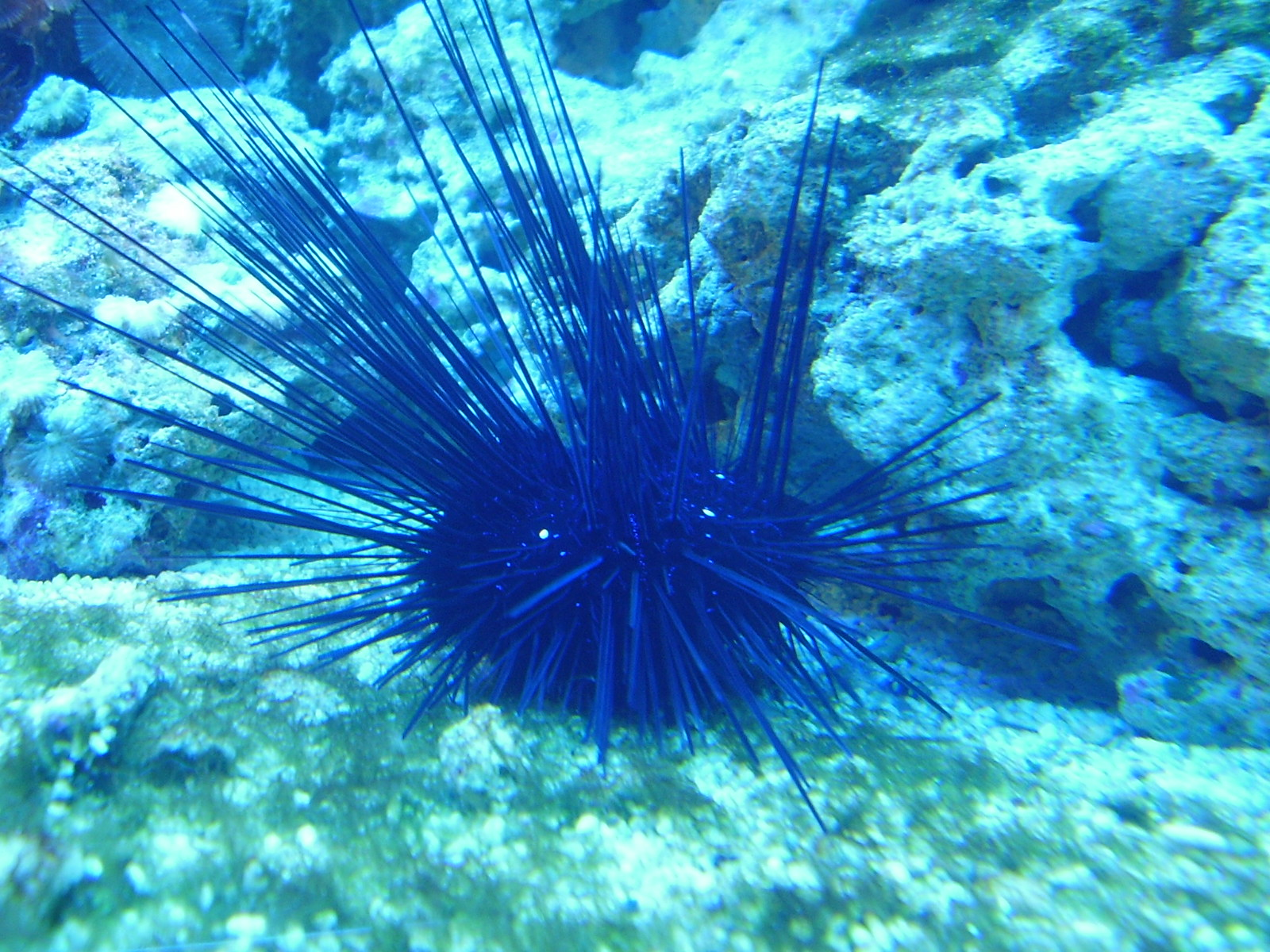
D.setosum 原位，与三个白色斑点。
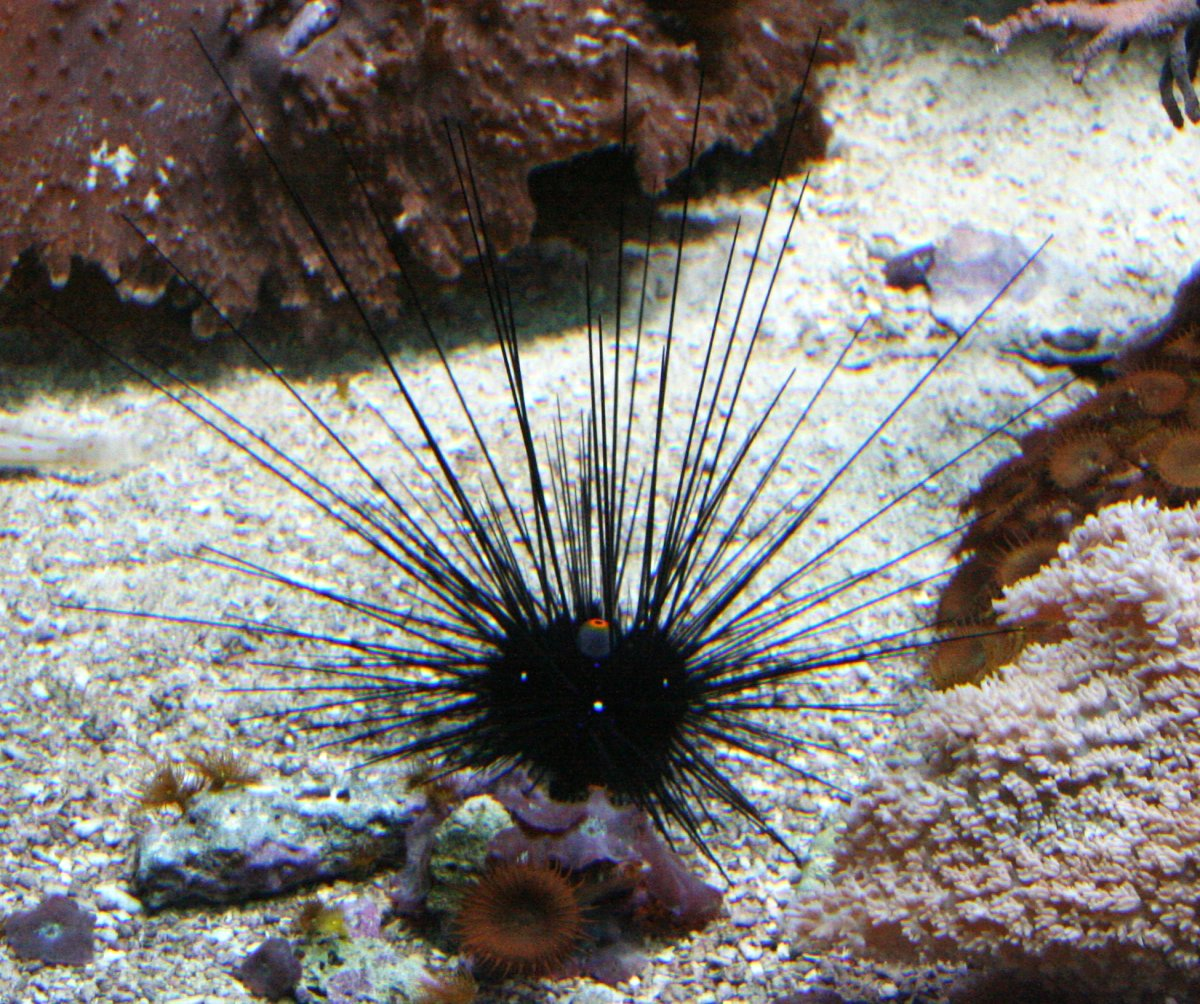
一个更容易识别的标本长，黑刺。特性的的橙色戒指是在这张照片中可见。
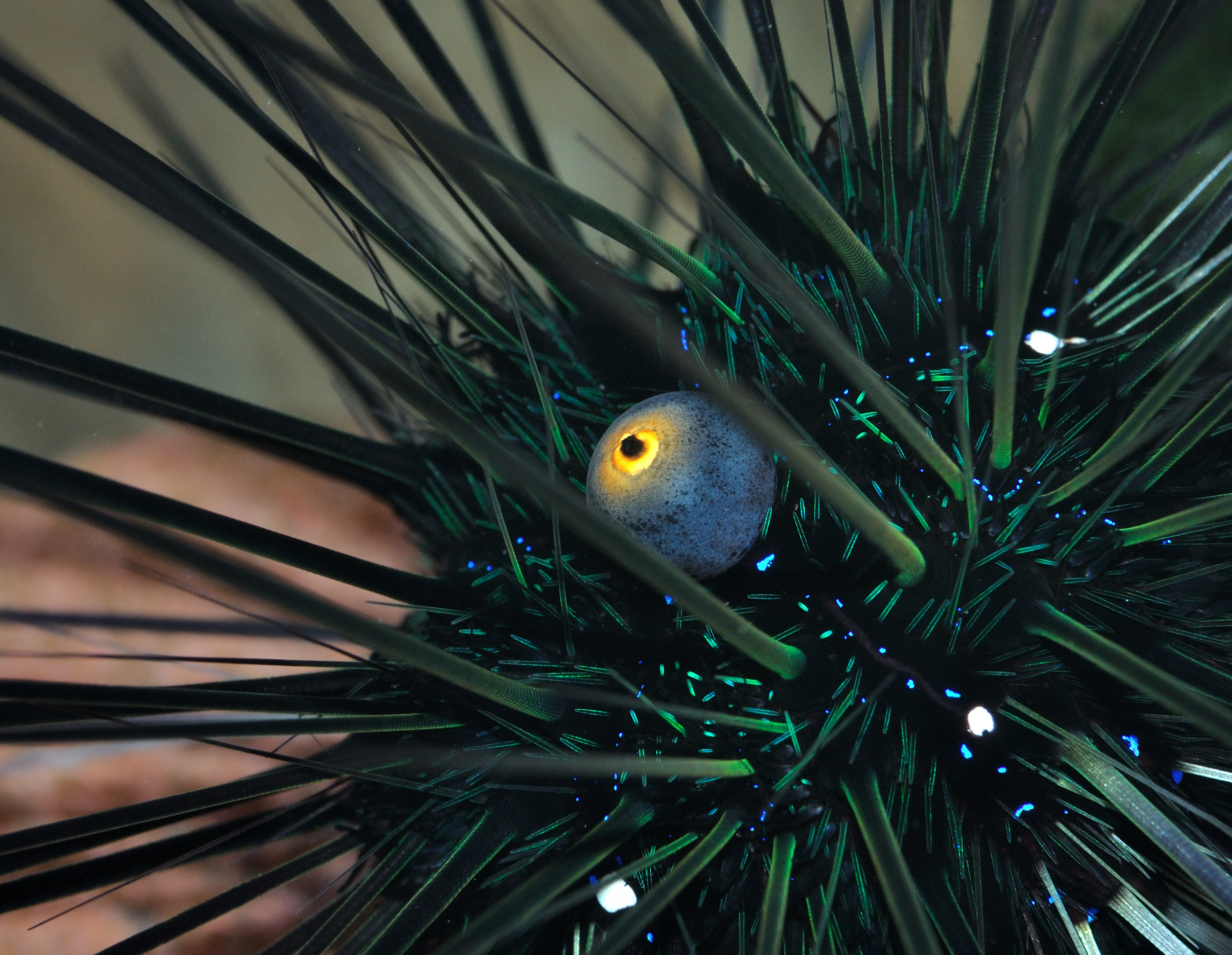
放大肛袋。